# David Paich
David Frank Paich (* 25. června 1954 Los Angeles) je americký hitmaker, klávesista a hudebník, který několikrát získal Grammy. Proslavil se s losangeleskou pop rockovou kapelou Toto. Své kapele napsal společně s Jeffem Porcarem například hit "Africa". Jiným umělcům napsal například hit "Got To Be Real" (Cheryl Lynn) či "Lady Love Me (One More Time)" (George Benson). Jako skladatel pracoval s umělci jako Jacksons, Cher, Andy Williams, George Benson, Jon Anderson, Chicago. Jako aranžér pracoval s jmény jako Michael Jackson, Donna Summer, Rod Stewart, Pati Austin a jiní.

## Ocenění
| Rok  | Ocenění                                                                 | Píseň/Album (s kým)                                             |
| ---- | ----------------------------------------------------------------------- | --------------------------------------------------------------- |
| 1974 | Emmy Award for Best Song or Theme                                       | "Light The Way" (s/ Marty Paich)                                |
| 1977 | Grammy Award for Best R&B Song                                          | "Lowdown" (s/ Boz Scaggs)                                       |
| 1983 | Grammy Award for Best Vocal Arrangement for Two or More Voices          | "Rosanna"                                                       |
| 1983 | Grammy Award for Album of the Year                                      | Toto IV                                                         |
| 1983 | Grammy Award for Best Instrumental Arrangement Accompanying Vocalist(s) | "Rosanna" (s/ Jerry Hey & David Paich, Jeff Porcaro)            |
| 1983 | Grammy Award for Producer of the Year, Non-Classical                    |                                                                 |
| 1983 | Grammy Award for Best Engineered Album, Non-Classical                   | Toto IV (s/ Al Schmitt, David Leonard, Greg Ladanyi & Tom Knox) |